# Le Temps d'une vie (Stargate)
Pour les articles homonymes, voir Le Temps d'une vie.
Le Temps d'une vie est à la fois le vingtième épisode de la saison 10 et le dernier épisode de la série Stargate SG-1.

## Résumé
Les Asgards sont en voie d’extinction et projettent de mettre fin à leur existence. Cela les amène à offrir à la Terre l’ensemble de leurs connaissances contenues dans un appareil appelé la matrice Asgard. Ces derniers équipent l'Odyssée de leurs dernières technologies avant de mettre fin à leur vie en faisant exploser leur planète. Les Oris parviennent à localiser l'Odyssée et l'attaquent avant que le vaisseau terrien ne fuie en hyper-espace. Cependant, à chaque sortie de l'hyper-espace de l'Odyssée, les Oris rejoignent les Terriens obligés de fuir. Sam parvient à en trouver la cause : l'ultime cadeau des Asgard semble être un cadeau empoisonné, car les Oris n'ont aucun mal à détecter leur technologie où qu'elle soit et ce, même après un passage en hyper-espace. Les Oris lancent alors des vagues successives sur l'Odyssée, ne laissant aucun répit pour réparer les boucliers. Carter n’a le temps d’activer in extremis qu'un appareil Asgard de dilatation temporelle. Ce dernier sauve le vaisseau de la destruction, mais emprisonne également SG-1 et le général Landry dans une bulle de dilatation temporelle, où le temps s’écoule beaucoup plus rapidement. Une fraction de seconde en dehors de la bulle correspond à de nombreuses années à bord de l'Odyssée. Devant cette impasse, ces derniers continuent leur vie et vieillissent à bord du vaisseau jusqu'à ce qu'ils trouvent un moyen de se sortir de cette situation en utilisant l'énergie du tir Ori pour alimenter la matrice Asgard et permettre au vaisseau (à l'exception de Teal'c) de remonter le temps à travers la bulle afin de corriger leur destin.
L'épisode et donc la série, se termine sur une dernière traversée de la porte des étoiles au SGC de SG1 qui part pour une nouvelle mission avec Teal'c plus âgé qui n'a pas remonté le temps comme le reste de l'équipe. Un clin d'oeil est fait à la fameuse réplique de Teal'c ("en effet") avant cette ultime traversée de la porte.

## Distribution
- Ben Browder : Cameron Mitchell
- Amanda Tapping : Samantha Carter
- Christopher Judge : Teal'c
- Claudia Black : Vala Mal Doran
- Beau Bridges : Hank Landry
- Michael Shanks : Daniel Jackson et voix de Thor
- Gary Jones : Sergent chef Walter Harriman
- Martin Christopher : Major Kevin Marks

 Sauf indication contraire, les informations mentionnées dans cette section peuvent être confirmées par la base de données cinématographiques IMDb,  présente dans la section « Liens externes ».

## Production

### Musique
On peut entendre la chanson Have You Ever Seen the Rain? du groupe Creedence Clearwater Revival, durant le passage où l'équipe commence à vivre sur l'Odyssée et où chacun des membres se rend compte qu'il va y passer sa vie.